# La flotte est dans le lac
Pour plus de détails, voir Fiche technique et Distribution.
La flotte est dans le lac (Men O'War) est une comédie du cinéma américain de Lewis R. Foster sortie en 1929.

## Synopsis
Laurel et Hardy, deux matelots en permission et en goguette comptent bien compter fleurette malgré leurs finances au plus bas. Ils réussissent finalement à trouver deux jeunes filles, mais l'aventure se termine, à la grande honte de l'US Navy, par un véritable Trafalgar sur le petit lac du parc...

## Fiche technique
- Titre : La flotte est dans le lac
- Titre original : Men O'War
- Réalisation : Lewis R. Foster
- Scénario : H. M. Walker (dialogues) et Leo McCarey (non crédité)
- Photographie : George Stevens
- Montage : Richard C. Currier
- Producteur : Hal Roach
- Société de production : Hal Roach Studios
- Société de distribution : Metro-Goldwyn-Mayer
- Pays de production :  États-Unis
- Format : Noir et blanc - 35 mm - 1,37:1
- Genre : comédie
- Longueur : deux bobines
- Date de sortie :
  - États-Unis : 29 juin 1929

## Distribution
Source principale de la distribution :
- Stan Laurel : Stanley
- Oliver Hardy : Oliver Hardy
- James Finlayson : le vendeur de Soda
- Anne Cornwall : la jeune fille brune

Reste de la distribution non créditée : 
- Harry Bernard : un serveur
- Baldwin Cooke :
- Pete Gordon : le cycliste
- Gloria Greer : la jeune fille blonde
- Charlie Hall : un serveur

## Autour du film
Ce film fut tourné en deux versions, une parlante (le troisième film parlant de Laurel et Hardy) et une muette.